# Christine Eyene
Christine Eyene (Parigi, 1970) è una critica d'arte camerunese naturalizzata francese.

## Biografia
Christine Eyene nasce nel 1970 a Parigi da genitori camerunesi. Si laurea alla Sorbona in Storia dell'arte e a partire dal 2000 inizia una formazione come produttrice di eventi culturali all'Istituto francese di Rabat con la curatrice Nadine Descendre e comincia a organizzare esposizioni d'arte. Si trasferisce a Londra nel 2000 dove collabora come critico d'arte per diverse riviste e nel 2006 è nominata direttore editoriale di Africultures. È iscritta in Storia dell'arte al Birkbeck College all'Università di Londra con Annie Coombes con una tesi sull'iconografia sociopolitica nelle pratiche artistiche nere (sociopolitical iconography in Black art practice).

## Attività

### Curatore
Il lavoro curatoriale di Christine Eyene è caratterizzato da un approccio multidisciplinare e coinvolge artisti internazionali di diverse provenienze e origini.
A partire dal 2000 organizza all'Istituto francese di Rabat esposizioni degli artisti Christian Boltanski, Pierre Paulin, Alain Fleischer, Mona Hatoum e Shirin Neshat. Organizza una serie di progetti per Africa 05, Africa Remix, come redattrice delle biografie  alla Hayward Gallery e consulente per Africa in Focus organizzato al Hackney Museum. Coordina “Starbucks Africa 05 Festival” organizzato a Londra, Birmingham e Manchester e organizza l'esposizione itinerante Design Made in Africa alla Brunei Gallery in collaborazione con CulturesFrance.
È stata curatrice delle esposizioni FOCUS – Contemporary Art Africa organizzato all'interno del programma di arte pubblica di Basilea (2010-2011), Reflections on the Self: Five African Women Photographers (Riflessioni sul Sé: Cinque fotografe africane, Hayward Touring, Gran Bretagna, 2011-2014) e La Parole aux Femmes (La parola alle donne, organizzata a Dakar e itinerante in africa, 2011-2012). Nel 2011 è responsabile della selezione africana per la terza edizione di Photoquai – Biennale des Images du Monde organizzata a Parigi e Gwanza e del Mois de la Photographie organizzato al Museo nazionale dello Zimbabwe ad Harare. Nel 2012 è curatore della Biennale di Dakar 2010. Collabora con Autograph ABP.
È stata membro della giuria del Premio della Fondazione Blachère all'interno degli Incontri africani della fotografia di Bamako nel 2007 e 2009 e della Biennale di Dakar del 2008 e della Biennale di Dakar del 2010. Fa parte del comitato di selezione di Art Moves Africa e Visa pour la Création dell'Istituto francese.

### Critica d'arte
Come critica d'arte Christine Eyene ha collaborato con le riviste Africultures, Art South Africa, Basler Zeitung, Manifesta Journal, Third Text e ha pubblicato saggi all'interno di cataloghi di esposizioni e pubblicazioni d'arte. Dal 2009 al 2010 è critico d'arte e redactor del portale Creative African Network.